# ZIL-157
Der ZIL-157 (russisch ЗИЛ-157), im deutschen Sprachraum auch als SIL-157 transkribiert, ist ein dreiachsiger mittelschwerer Lastkraftwagen, der 1958 bis 1994 in der Sowjetunion beziehungsweise Russland zuerst vom Sawod imeni Lichatschowa gebaut wurde. Er ist der Nachfolger des ZIS-151, konstruktiv ging er jedoch aus dem ZIL-164 hervor. Das Fahrzeug war das Standardmodell der Sowjetarmee, bis er dort 1979 vom ZIL-131 und dem schwereren Ural-375D abgelöst wurde.

## Fahrzeuggeschichte

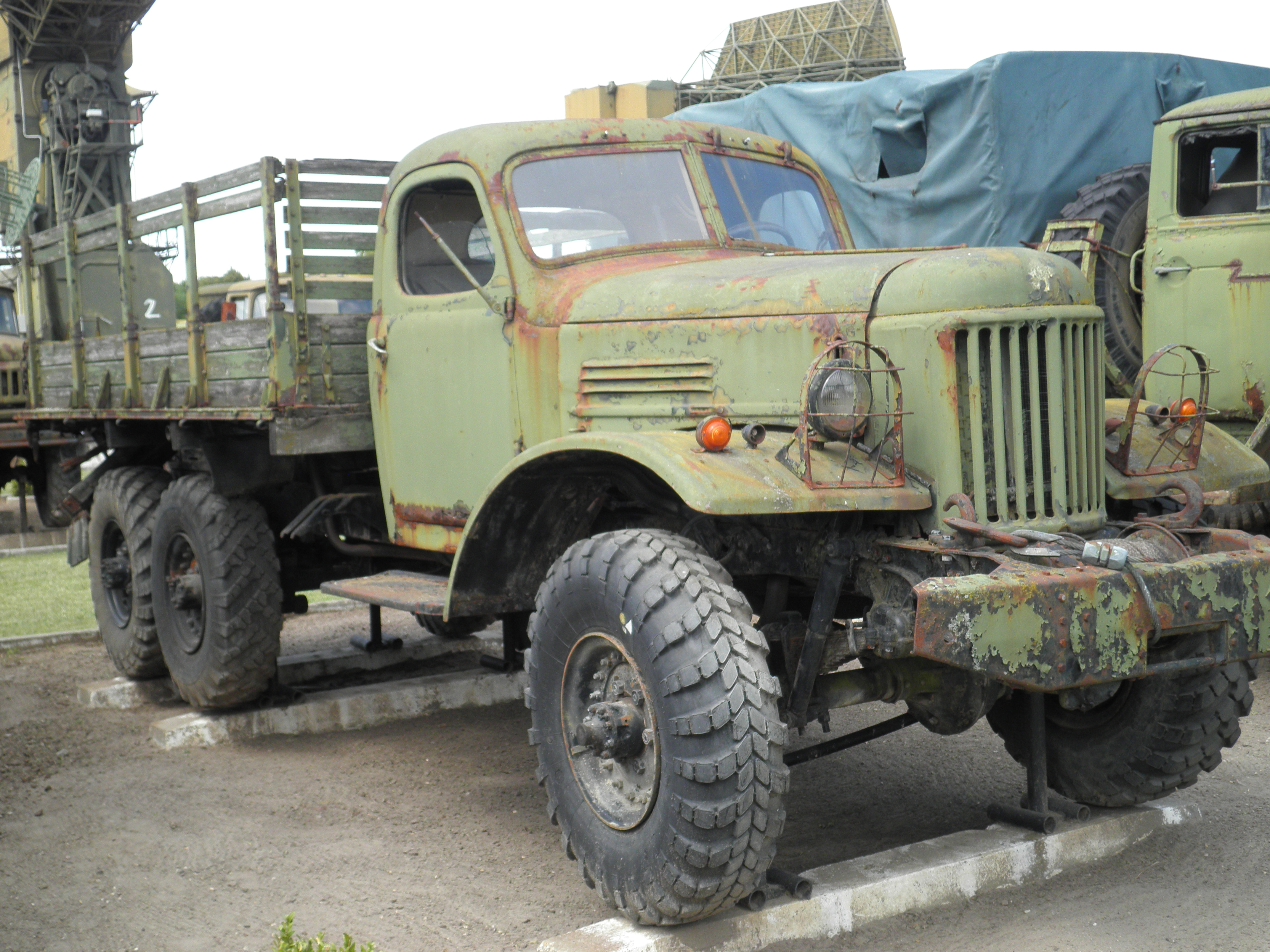
ZIL-157, früher bei der ungarischen Armee verwendet (2011)

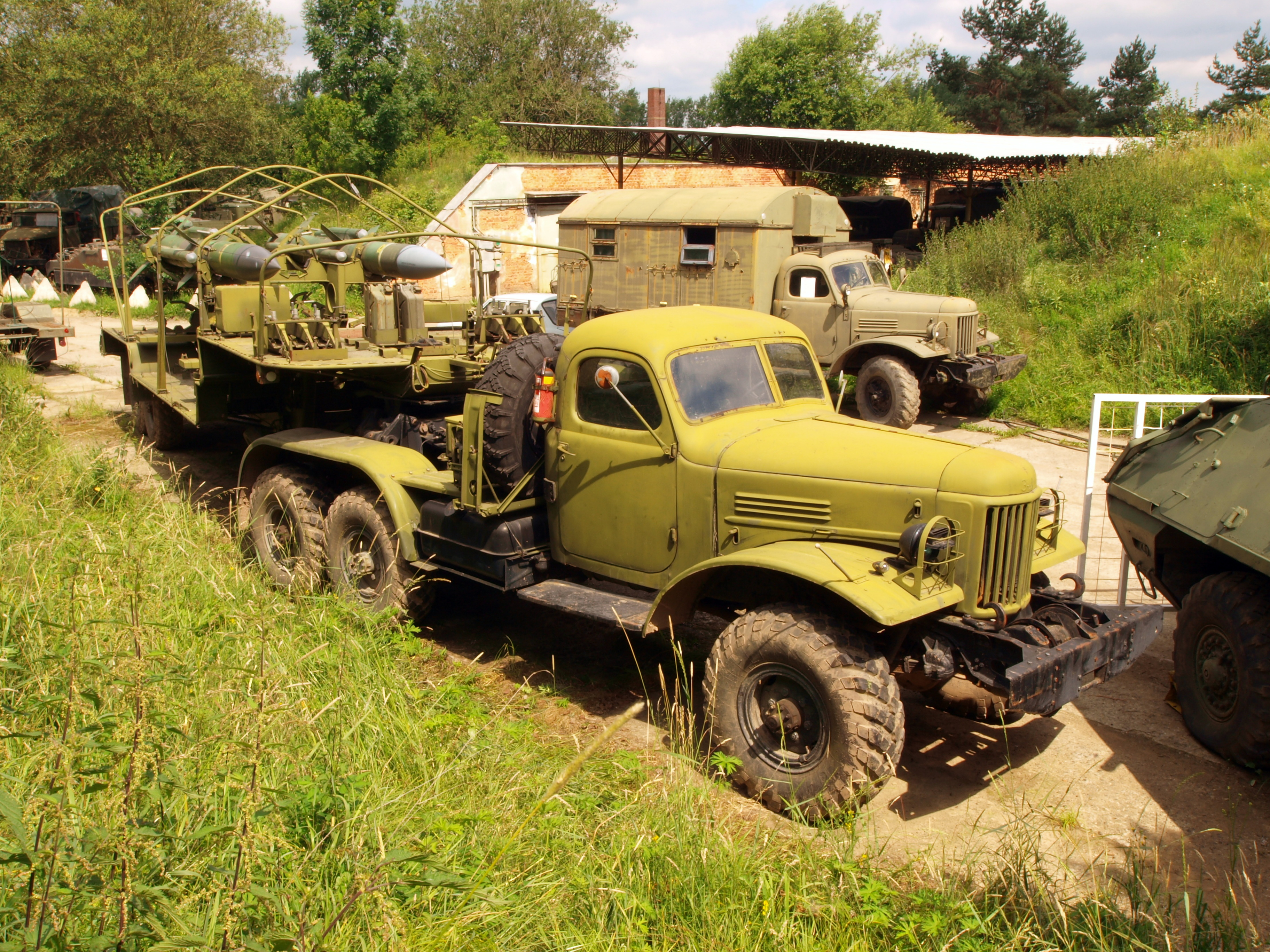
ZIL-157W-Sattelzugmaschine mit Auflieger zum Raketentransport (2012). Im Hintergrund ein ZIL-157 mit Kofferaufbau

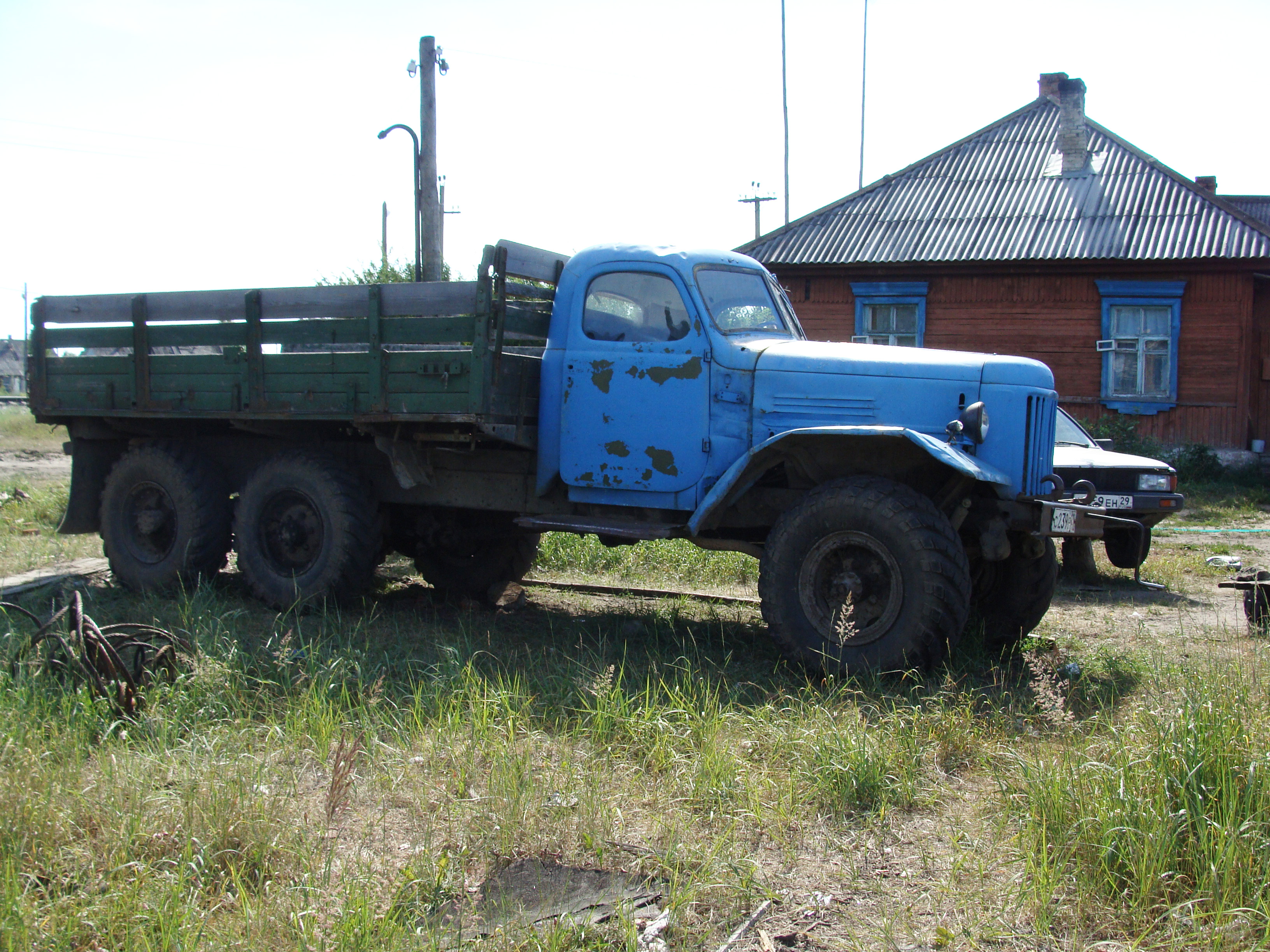
Ziviler ZIL-157 (2010)

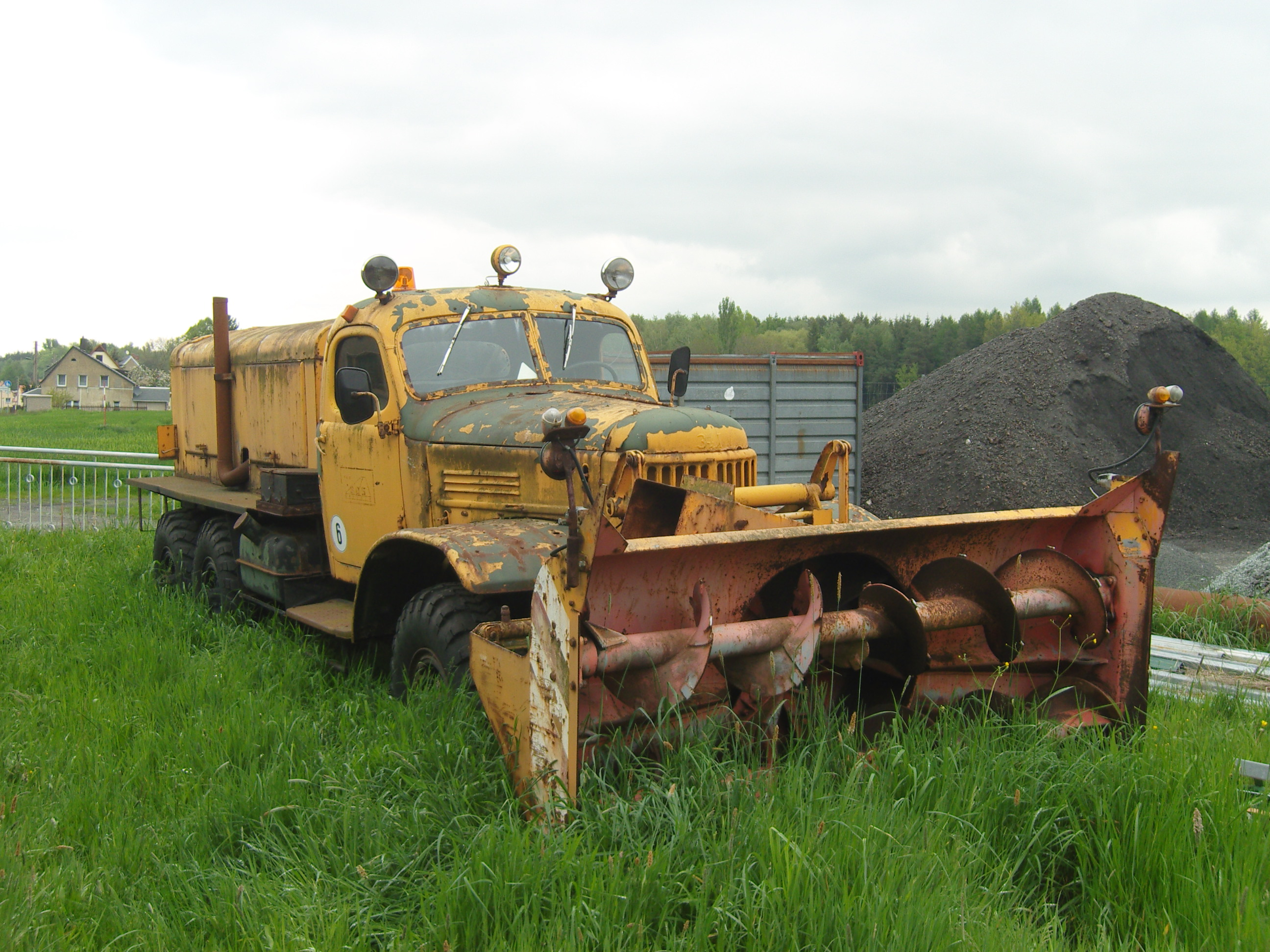
Schneefräse D-470 auf ZIL-157K (2014)

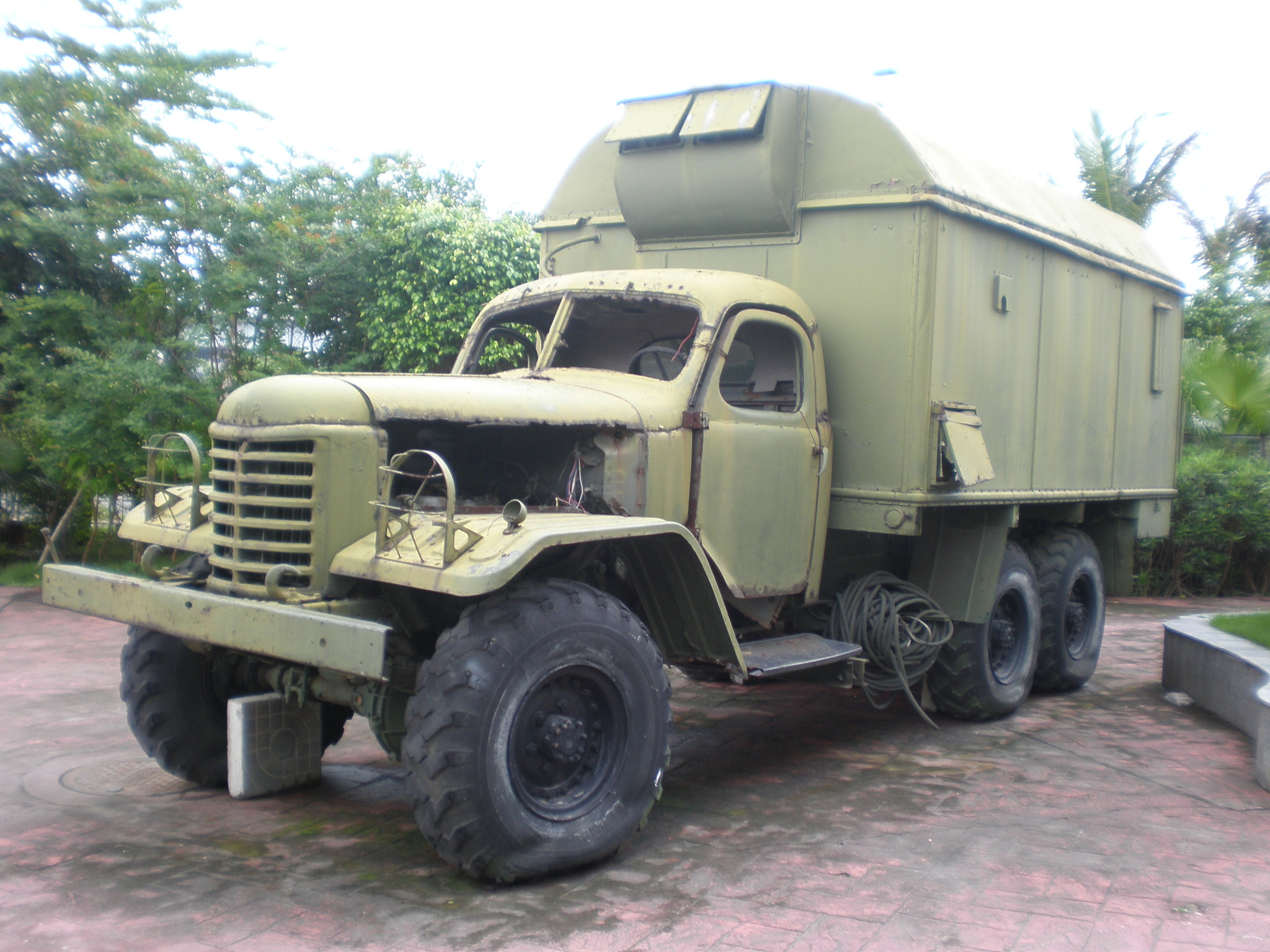
Jiefang CA-30 mit Radarkoffer, die chinesische Kopie des ZIL-157

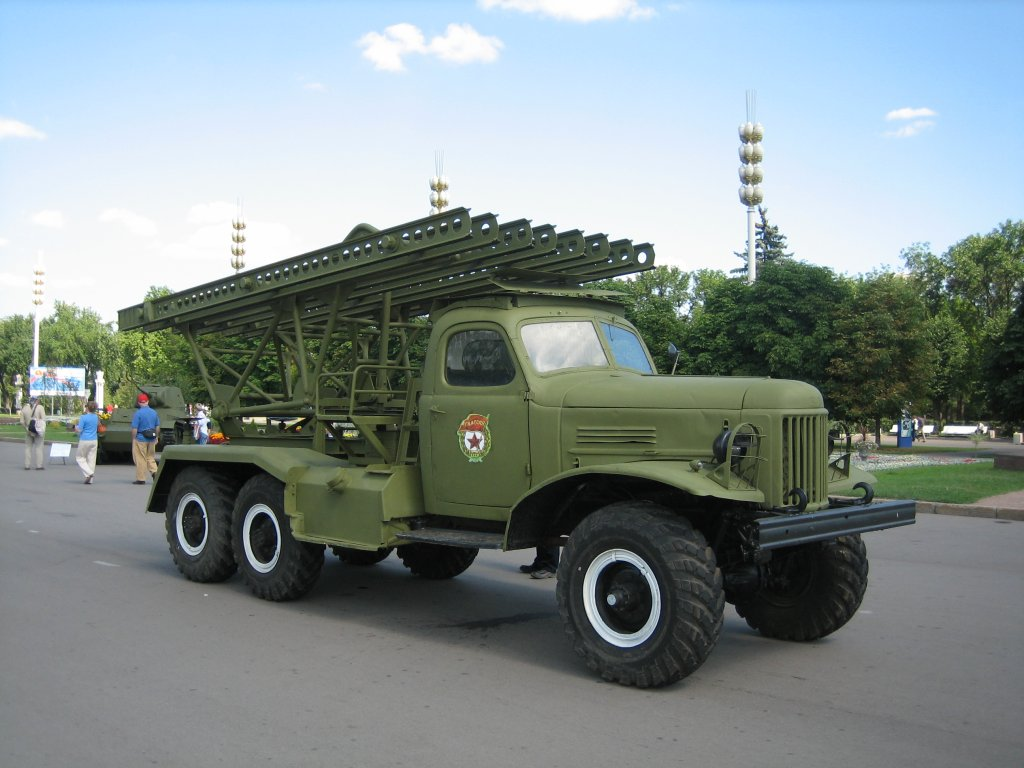
Mehrfachraketenwerfer BM-13-16 auf einem ZIL-157 (2006)

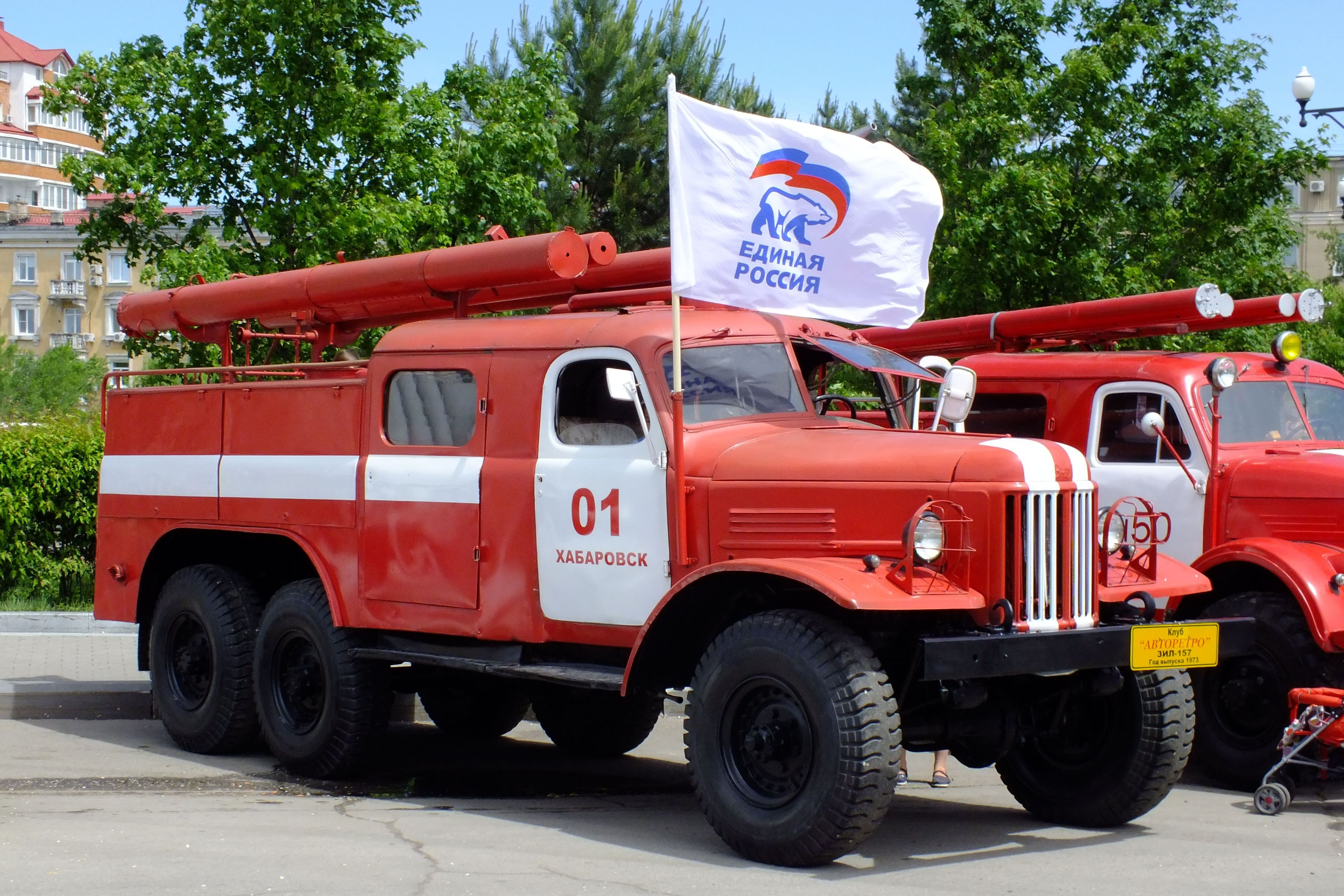
Feuerwehrfahrzeug mit Doppelkabine auf Basis des ZIL-157 (2014)

Bereits kurz nach Beginn der Serienproduktion des ZIS-151 wurde mit dessen Überarbeitung begonnen. Das neue Projekt erhielt den Titel ZIS-157. Bis 1956 wurden zwei Prototypen gefertigt, die gegenüber dem ZIS-151 einige technische Neuerungen aufwiesen. Dazu gehörten auch extra für dieses Fahrzeug entwickelte Reifen, die durch Verwendung mehrerer Materiallagen besonders verschleißfest waren. Das Reserverad wurde nicht mehr hinter der Fahrerkabine montiert, sondern unter dem Lastwagen, wodurch man den Rahmen und damit den ganzen Lkw einkürzen konnte. Auch wurde eine Reifendruckregelanlage eingebaut, die die Geländegängigkeit deutlich verbesserte.
Die Serienfertigung begann am 18. September 1958 in Moskau. Im Zuge der Entstalinisierung nun allerdings unter dem Namen ZIL-157, da das Werk 1956 von „Sawod imeni Stalina“ in „Sawod imeni Lichatschowa“ umbenannt wurde. Noch im gleichen Jahr gewann der Lastwagen auf der Weltausstellung in Brüssel eine Auszeichnung.
Im Jahr 1961 wurde eine neue Version eingeführt. Der ZIL-157K hatte einen stärkeren Motor mit nun 109 PS (80 kW), vom ZIL-131 übernahm er weite Teile des restlichen Antriebsstrangs. Dieses Modell wurde bis zur Einstellung der Fertigung in Moskau 1978 gebaut. Ab diesem Zeitpunkt übernahm das Uralski Awtomotorny Sawod (UAmZ) die Produktion des Lkw. Hier wurde er erneut überarbeitet und mit ZIL-157KD bezeichnet. Die Nutzlast stieg um 500 kg auf fünf Tonnen, im Gelände konnten immer noch drei Tonnen Ladung befördert werden. Die Fertigung lief offiziell bis 1992, wobei bis 1994 noch Fahrzeuge aus vorhandenen Teilen montiert wurden. Insgesamt wurden bei beiden Herstellern in 36 Jahren Bauzeit 797.934 Lastwagen des Typs ZIL-157 hergestellt.
Auch in der DDR wurde der ZIL-157 genutzt, speziell militärisch von der NVA. Ab 1960 wurden insbesondere Zugmaschinen und Fahrzeuge mit Spezialaufbauten (auch für den zivilen Bereich) in größeren Stückzahlen importiert.
In der Sowjetunion erhielt das Fahrzeug von der Bevölkerung mehrere Spitznamen, darunter wegen der langen Motorhaube und dem charakteristischen Kühlergrill auch „Krokodil“.

## Modellvarianten

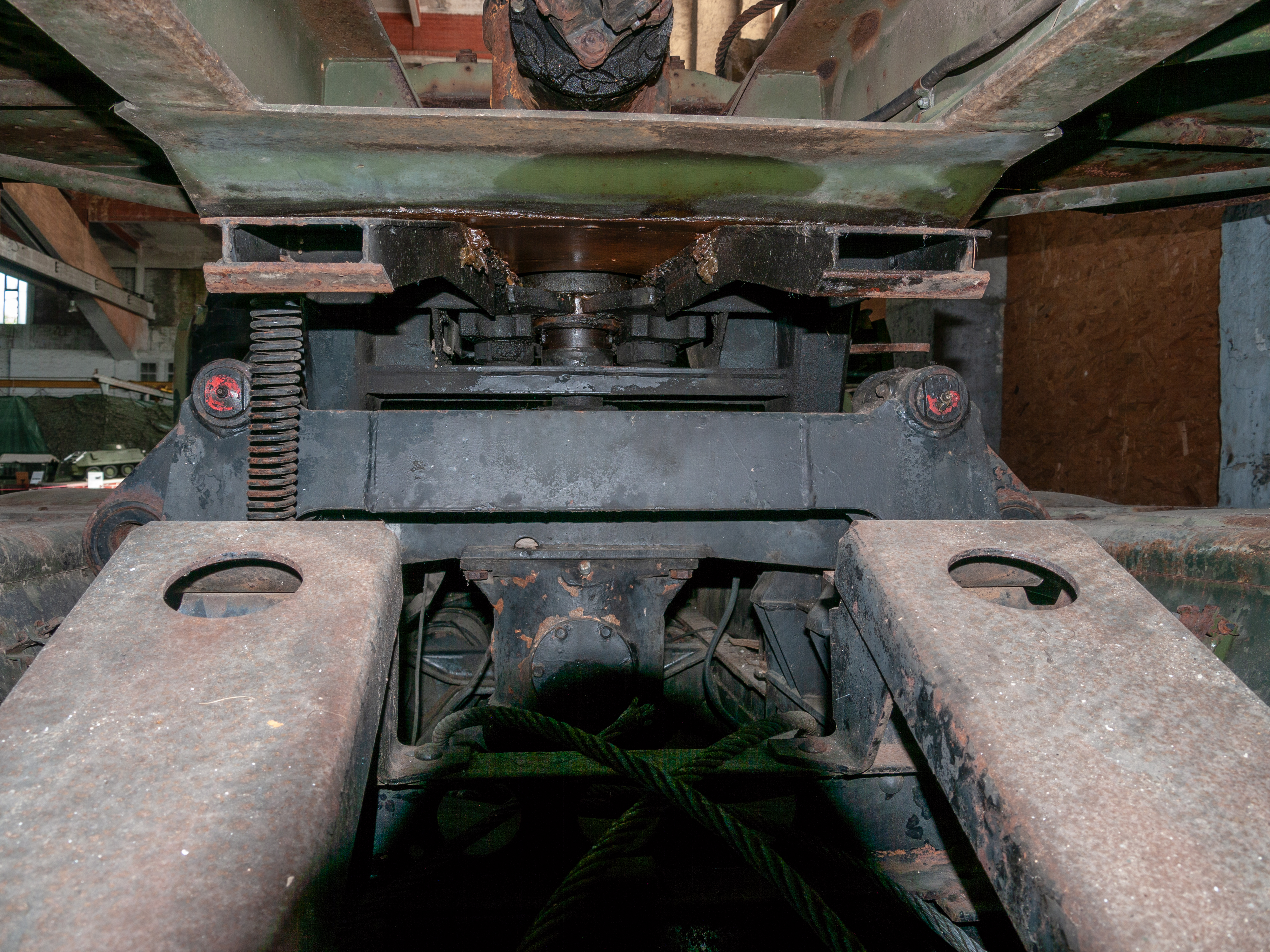
Sattelkupplung des ZIL-157KW mit integrierter Antriebswelle für den Anhänger

Die nachfolgende Liste erhebt keinen Anspruch auf Vollständigkeit.
- ZIL-157 – Basisversion, gebaut von 1958 bis 1961. Der verbaute Sechszylindermotor leistete 104 PS (76 kW).
- ZIL-157W – Sattelzugmaschine, gebaut von 1958 bis 1962. Das Fahrzeug war mit einem zweiten Kraftstofftank mit 150 l Fassungsvermögen ausgestattet.
- ZIL-157G – Bei dieser Spezialversion wurden sämtliche elektrischen Geräte abgeschirmt.
- ZIL-157E – Fahrgestell für Spezialaufbauten
- ZIL-157EG – Fahrgestell für spezielle Aufbauten mit geschirmter elektrischer Ausstattung
- ZIL-157L – Modell mit verbauter Servolenkung
- ZIL-157Ju – Exportversion für tropische Gegenden. Hauptunterschied war, dass keine Heizung in das Fahrzeug eingebaut wurde.
- ZIL-157K – Modernisierte Version, gebaut von 1961 bis 1978. Die Motorleistung wurde auf 109 PS (80 kW) gesteigert und einige Komponenten ausgetauscht. Bremssystem, Kupplung und Getriebe waren ab diesem Zeitpunkt baugleich mit denen des ZIL-131.
- ZIL-157KW – Sattelzugmaschine auf Basis des modernisierten ZIL-157K. Gebaut von 1962 bis 1978.
- ZIL-157KG – modernisierte Version mit abgeschirmter elektrischer Ausrüstung
- ZIL-157KE – (russisch ЗИЛ-157КЕ) modernisiertes Fahrgestell
- ZIL-157KE – (russisch ЗИЛ-157КЭ) Exportversion des ZIL-157K
- ZIL-157KJu – Exportversion speziell für tropische Gebiete
- ZIL-157KD – Nochmals modernisierte Version mit Motor des ZIL-130. Das Fahrzeug wurde von UAmZ entworfen und dort von 1978 bis 1992/94 gebaut.
- ZIL-157KDW – Sattelzugmaschine auf Basis des ZIL-157KD
- ZIL-157KDE – Fahrgestell auf Basis des ZIL-157KD
- ZIL-165 – Prototyp mit Kabine des ZIL-130, nicht in Serie gebaut.
- ZIL-MMZ-4510 – Kipper auf Basis des ZIL-157, der ab 1989 gebaut wurde.

Weiterhin wurden zwischen 1958 und 1986 bei Sewdormasch in Sewerodwinsk schwere Schneefräsen des Typs D-470 auf Fahrgestelle des ZIL-157 (bzw. später ZIL-157K) aufgebaut. Dabei entfernte man den Motor des Fahrzeugs und baute im geschlossenen Aufbau einen Sechszylinder-Dieselmotor des Typs У2Д6-С2 ein. Dieser leistete bei einem Hubraum von 19.440 cm³ 175 PS (129 kW) und trieb sowohl die Schneefräse als auch das Fahrzeug selbst an. Die letzte Version der Maschinen kann bis zu 720 Tonnen Schnee pro Stunde beseitigen.
Außerdem wurde in China eine Kopie des ZIL-157 gefertigt, der Jiefang CA-30.

## Technische Daten
Für die überarbeitete Version ZIL-157K, Stand 1971.
- Motor: Sechszylinder-Viertakt-Ottomotor, wassergekühlt
- Motortyp: „ZIL-157K“
- Leistung: 109 PS (80 kW) bei 2800 min−1
- Hubraum: 5555 cm³
- Bohrung: 101,6 mm
- Hub: 114,3 mm
- Verdichtung: 6,5:1
- Drehmoment: 338 Nm bei 1100–1400 min−1
- Gemischaufbereitung: Vergaser, Typ K-84M
- Zündfolge: 1–5–3–6–2–4
- Getriebe: mechanisches Fünfganggetriebe, erster Gang unsynchronisiert
- Verteilergetriebe mit zweistufiger Geländeuntersetzung
- Tankinhalt: 150 + 65 l
- Verbrauch: 42 l/100 km
- Reichweite: 510 km
- Höchstgeschwindigkeit: 65 km/h
- Bremsweg aus 30 km/h: 12 m
- Reifengröße: 12,00-18"
- Bordspannung: 12 V
- Anlasser: ST15-B, 1,3 PS
- Lichtmaschine: G108-W, 225 W
- Antriebsformel: 6×6

Abmessungen und Gewichte
- Länge: 6922 mm
- Breite: 2315 mm
- Höhe: 2360 mm (über Kabine), 2915 mm (über Aufbau mit Plane)
- Radstand: 3665 + 1120 mm
- Spurweite vorne: 1755 mm
- Spurweite hinten: 1750 mm
- Bodenfreiheit: 310 mm
- Wendekreis: 22,4 m
- Höhe Ladekante: 1388 mm
- Abmessungen Ladefläche (innen, L×B×H): 3570 × 2090 × 355 mm
- Leergewicht (mit Seilwinde): 5800 kg
- Zuladung: 4500 kg (Straße), 2500 kg (Gelände)
- zulässiges Gesamtgewicht: bis 10.450 kg (voll beladen + zwei Personen)
- zulässige Anhängelast bei 2500 kg Zuladung: 3600 kg
- Achslast vorne: 3050 kg
- Achslast hinten: 7400 kg (Doppelachse)